# Poa pumilio
Poa pumilio är en gräsart som beskrevs av Ferdinand von Hochstetter. Poa pumilio ingår i släktet gröen, och familjen gräs. Inga underarter finns listade i Catalogue of Life.